# 제16회 부산국제영화제
제16회 부산국제영화제는 2011년 10월 6일부터 2011년 10월 14일까지 열린 영화제이다. 부산광역시 해운대, 남포동 일대에서 개최되었으며 사회자는 예지원, 엄지원, 장진, 류현경이다.

## 수상

### 뉴 커런츠상
- 소리없는 여행 - 모르테자 파르샤바프 수상
- 니뇨 - 로이 아크레나스 수상

### 선재상
- 그를 기다리는 카페 - 뱅캇 아무단 수상
- 애드벌룬 - 이우정 수상

### 넷팩상 (아시아영화진흥기구상)
- 돼지의 왕 - 연상호 수상

### 국제영화평론가 협회상
- 소리없는 여행 - 모르테자 파르샤바프 수상

### KNN 관객상
- 인디안 서커스 - 망게쉬 하다왈레 수상

### 플래시 포워드상
- 그곳 - 귀도 롬바르디 수상

### 비프 메세나상
- 나비와 바다 - 박배일 수상
- 쇼지와 타카오 - 이데 요코 수상

### 시민평론가상- 옐로우 파인트리
- 로맨스 조 - 이광국 수상

### 시민평론가상- 레드 파인트리
- 물고기 - 박홍민 수상

### 한국영화감독조합상- 남자배우상
- 미스진은 예쁘다 - 하현관 수상

### 갈라 프레젠테이션
- 괴물 3D - 봉준호
- 더 레이디 - 뤽 베송
- 무협 - 진가신
- 부러진 화살 - 정지영
- 오늘 - 이정향
- 컷 - 아미르 나데리
- 탈명금 - 두기봉

### 아시아영화의 창
- 3과 1/2 - 나기 네마티
- 각설탕 - 레자 미르카리미
- 고독사 - 제제 타카히사
- 기적 - 고레에다 히로카즈
- 나무선생 - 한 지에
- 노노 - 롬멜 톨렌티노
- 노벨상 메달 도둑 - 수만 고쉬
- 눈 먼 말을 위한 동냥 - 거빈더 싱
- 도쿄플레이보이클럽 - 오쿠다 요스케
- 두더지 - 소노 시온
- 딱정벌레 병사 - 아리 시하살레
- 딸..아버지..딸 - 파나바르코다 라자이
- 마스카라 - 로리스 길렌
- 마이 백 페이지 - 야마시타 노부히로
- 마지막 휘슬 - 니키 카리미
- 미츠코, 출산하다 - 이시이 유야
- 바스코 다 가마 - 산토시 시반
- 사랑스런 남자 - 테디 소에리아트마자
- 사랑의 죄 - 소노 시온
- 사이공의 실락원 - 부 응옥 당
- 상하이, 파리, 그리고 숲 - 루솅
- 스탠리의 도시락 - 아몰 굽테
- 시디그 발레 - 웨이 더솅
- 신을 본 남자 - 우메쉬 비나약 쿨카르니
- 아목 - 로렌스 파자르도
- 엄마의 천국 - 악탄 압디칼리코프
- 열한송이 꽃 - 왕 샤오슈아이
- 영원한 사랑 - M.L. 반데바노프 데바쿤
- 왜구의 무기 - 서호봉
- 이별(영어판) - 모하메드 라술로프
- 이스다-물고기 이야기 - 아돌포 알릭스 주니어
- 인세퍼러블 - 데이얀 엉
- 자카르타 마그립 - 샐만 아리스토
- 점프 아쉰 - 린유쉰
- 죽음은 나의 직업 - 아미르 후세인 사가피
- 천국 - 왕 차오
- 천사가 태어나는 집 - 굴시나 미르갈리예바
- 청원 - 산제이 릴라 반살리
- 칼집 사무라이 - 마츠모토 히토시
- 코토코 - 츠카모토 신야
- 토미나가 공원 - 모리오카 류
- 하나안 - 박루슬란
- 하네즈 - 가와세 나오미
- 하비비 - 수잔 요셉
- 하수조에 빠진 여배우 - 마를론 리베라
- 한큐 전차 편도 15분의 기적 - 미야케 요시시게
- 할복 - 미이케 다카시
- P-047 - 콩데이 자투란라스미
- 그는 왜 상관을 쏘았는가 - 마다브 라마다산

### 뉴 커런츠
- 8월에 내리는 이슬비 - 아루나 자야와르다나
- 가시 - 김중현
- 거울은 거짓말 하지 않는다 - 카밀라 안디니
- 니뇨 - 로이 아크레나스
- 댐 라이프 - 기타가와 히토시
- 동학, 수운 최제우 - 박영철
- 바다에서 돌아온 남자 - 시우 팜
- 버마로의 귀환 - 미디 지
- 별이 빛나는 밤 - 임서우
- 산 속에서 길을 잃다 - 가오지펑
- 소리없는 여행 - 모르테자 파르샤바프
- 인디안 서커스 - 망게쉬 하다왈레
- 집으로 데려다 줄게요 - 통퐁 찬타랑쿤

### 한국영화의 오늘 - 파노라마
- 고지전 - 장훈
- 글러브 - 강우석
- 달빛 길어 올리기 - 임권택
- 량강도 아이들 - 김성훈
- 바라나시 - 전규환
- 북촌방향 - 홍상수
- 붉은 바캉스 검은 웨딩 - 박철수
- 사랑한다, 사랑하지 않는다 - 이윤기
- 써니(감독판) - 강형철
- 아멘 - 김기덕
- 최종병기 활 - 김한민
- 키스 - 황희성 외 7명
- 푸른소금 - 이현승
- 풍산개 - 전재홍
- 핑크 - 전수일

### 한국영화의 오늘 - 비전
- 감 - 추상록
- 검은 갈매기 - 노경태
- 돼지의 왕 - 연상호
- 로맨스 조 - 이광국
- 미스진은 예쁘다. - 장희철
- 밍크코트 - 신아가 외 1명
- 바비 - 이상우
- 복숭아나무 - 구혜선
- 위험한 흥분 - 구자홍

### 한국영화회고전
- 5인의 해병 - 김기덕
- 남과 북 - 김기덕
- 내 주먹을 사라 - 김기덕
- 늦어도 그날까지 - 김기덕
- 대괴수 용가리 - 김기덕
- 말띠 신부 - 김기덕
- 맨발의 청춘 - 김기덕
- 오늘은 왕 - 김기덕
- 혈맥 - 김수용

### 월드 시네마
- 170 헤르츠 - 유스트 반 긴켈
- 18일 - 셰리프 아라파 외 9명
- 1920년 바르샤바 전투 - 예르지 호프만
- 가자지구 바다의 물병 - 티에리 비니스티
- 겹쳐진 발자국 - 이사키 라쿠에스타
- 곤히 주무세요 - 하우메 발라게로
- 기다림 - 프란시스카 푸엔살리다
- 나쁜 의도 - 로사리오 가르시아 몬테로
- 남작 - 에드가 페라
- 당나귀 - 오딘 살라사르 플로레스
- 댓 썸머 - 필립 가렐
- 덧없는 결혼식 - 레자 세르카니안
- 럭키 - 아비 루트라
- 레드 독 - 크리브 스텐더스
- 레스트리스 - 구스 반 산트
- 로스 비에호스 - 마르틴 불로크
- 로즈 - 보이첵 스마르좁스키
- 르 아브르 - 아키 카우리스마키
- 마이 리틀 프린세스 - 에바 이오네스코
- 맹그로브 - 쥘리 질베르
- 멜랑콜리아 - 라스 폰 트리에
- 바이코누르 - 바이트 헬머
- 버스 안 카렌의 눈물 - 가브리엘 로하스 베라
- 벨플라워 - 에번 글로델
- 불타는 오텔로 - 사라 블레처
- 비버 - 조디 포스터
- 샬라! - 프란체스코 브루니
- 세 자매 - 마체이 코와레브스키
- 수면병 - 울리히 콜러
- 수퍼클라시코 - 올레 크리스찬 매드슨
- 숨결 - 칼 마르코빅스
- 스텔라 영화관 - 타데우스 오설리반
- 썸머 게임 - 롤랜도 콜라
- 아버지만의 영광 - 요세프 세다르
- 아카시아 - 파블로 지오르젤리
- 안녕, 첫사랑 - 미아 한센-러브
- 알마이에르 가의 광기 - 샹탈 애커만
- 알프스 - 요르고스 란티모스
- 야타스토 - 에르메스 파랄루엘로
- 어느 날 아침 - 장 마크 무투
- 어린 양을 보라 - 존 매킬더프
- 어바웃 케빈 - 린 램지
- 오늘 나는 두렵지 않았다 - 이반 푼드
- 완벽한 이방인 - 토니 베스타르드
- 우리에겐 교황이 있다 - 난니 모레티
- 잃어버린 순수 - 앤드류 옥피하 맥클린
- 자두 치킨 - 마르얀 사트라피
- 자비의 7계명 - 지안루카 데 세리오 외 1명
- 자전거 타는 소년 - 장 피에르 다르덴
- 적들 - 데얀 제체비치
- 전쟁의 선언 - 발레리 돈젤리
- 젖은 땅 - 기 에두앙
- 조작 - 파스칼 베르도시
- 존재감 없는 하비 - 제프 코파스
- 주차중 - 데렉 번
- 질서와 도덕 - 마티유 카소비츠
- 집시 - 마틴 슐리크
- 최선의 의도 - 아드리안 시타루
- 킹 오브 아일랜드 - 마리우스 홀스트
- 타지마할 - 윈스턴 펄롱
- 테라페르마 - 에마누엘 크리알리스
- 트리 오브 라이프 - 테렌스 맬릭
- 티라노소어 - 패디 콘시딘
- 파랑새 - 구스트 판 덴 베르게
- 파우스트 - 알렉산더 소쿠로프
- 판자촌 - 에르마노 올미
- 평화유지작전 - 프란체스코 라지
- 포르피리오 - 알레한드로 란데스
- 피나 - 빔 벤더스
- 하드 코어 로고 2 - 브루스 맥도널드
- 핫 핫 핫 - 베릴 쾰츠
- 헌터 - 다니엘 네더임
- 혈육(영어판) - 조아오 카니조

### 플래시 포워드
- 그곳 - 귀도 롬바르디
- 기억의 지대 - 오드리 푸셰
- 나의 아버지 바르시니코프 - 드미트리 포볼로츠키 외 1명
- 메쉬 - 시아르 압디
- 배당률 - 사이먼 데이비슨
- 백치 - 라이너 사르넷
- 용기 - 그렉 지글린스키
- 조안과 목소리들 - 미카옐 바티니안
- 한밤 중에 - 안 에몽
- 회색 거짓말 - 마야 케닉

### 와이드 앵글
- 모던 패밀리 - 김광빈
- 어떤 하루 - 이승엽
- 천국도청 - 오현주
- 2010년, 서울 - 김민철
- 마취 - 김석영
- 소녀이야기 - 김준기
- 인민은 거기 없었다 - 하정수
- 모던 패밀리 - 김문경
- 애드벌룬 - 이우정
- 외침 - 심현석
- 그를 기다리는 카페 - 뱅캇 아무단
- 나는 행복합니다 - 아비나쉬 비크람 샤하
- 도둑들 - 에이샴 알리
- 선택하지 않은 삶 - 샤흐람 모크리
- 스스로 해보세요 - 요시노 코헤이
- 안식처 - 이스마일 바스베스
- 낙타들 - 박지연
- 야간비행 - 손태겸
- 영원한 농담 - 백현진
- 다섯 명의 도망자 - 안도 히로아키
- 바히야와 마흐무드 - 자이드 아부 함단
- 여섯시 육분 전 - 아딧야 아사랏
- 처음부터 다시 시작 - BW 푸르바 네가라
- 코이센트 - 모리타 슈헤이
- 가네샤의 춤 - 비카스 란잔 미쉬라
- 미신 - 논지 니미부트르
- 쌍생아 - 구스타프 다니엘손
- 프렌치 드림 - 상드린 뒤마
- 피커부 - 데미안 파워
- 100년 가족 - 김덕철
- 걸음의 이유 - 김철민
- 나비와 바다 - 박배일
- 달콤한 잠 - 데이비 추
- 돈과 사랑 - 리칭휘
- 때리지 말아요, 제발! - P. 케림 프리드만 외 1명
- 쇼지와 타카오 - 이데 요코
- 아련한 봄 빛 - 유 순
- 오래된 방의 소리 - 샌딥 레이
- 쿼터 넘버 4/11 - 라누 고쉬
- Jam Docu 강정 - 경순 외 7명
- 311 - 모리 테츠야 외 2명
- 나의 저승길 이야기 - 안카 다미안
- 두려움을 떨치고 - 무라드 벤 셰이크
- 로저 코먼의 세계 - 알렉스 스테이플튼
- 말하는 건축가 - 정재은
- 바르자크 - 만타스 크베다라비시우스
- 아이 엠 - 톰 새디악
- 안데스의 노래 - 아타우알파 리시
- 어로 - 웨이 티에 외 6명
- 엘 구스토 - 사피네즈 부스비아
- 영화제국 신필름의 역사 - 조재홍
- 요요추와 떠오르는 섹스의 나라 - 이시오카 마사토
- 이것은 영화가 아니다 - 모지타바 미르타마숩 외 1명
- 인도차이나, 엄마를 찾아서 - 이드리수 모라 크파이
- 지그 - 수 번
- 카르트 블랑쉬 - 하이디 스페코냐
- 카를라의 도착 - 코엔 쉬드기스트
- 쿠바음악의 기수, 엘 메티코 - 다니엘 프리델
- 피터 핀치 - 로버트 디 영
- 모모에게 보내는 편지 - 오키우라 히로유키
- 무림토끼 - 순리준
- 위대한 곰 - 에스벤 토프트 야콥슨
- 타츠미 - 에릭 쿠
- 아리아리 한국영화 - 허철 외 1명

### 오픈 시네마
- 마당을 나온 암탉 - 오성윤
- 별을 바라보는 개 - 타키모토 토모유키
- 신이 보내 준 딸 - A.L. 비자이
- 아티스트 - 미셀 하자나비시우스
- 완득이 - 이한
- 천재소년 - 마르쿠스 오토 로젠뮐러
- 파리의 유령 - 비보 베르즈롱

### 미드나잇 패션
- 그레이브 인카운터 - 더 비셔우스 브라더스
- 더 우먼 - 럭키 맥키
- 더 콜러 - 매튜 파크힐
- 더 킥 - 프라챠 핀카엡
- 라다 랜드 - 소폰 사크다피싯
- 레드 스테이트 - 케빈 스미스
- 백사대전 - 정소동
- 뱀파이어 - 이와이 슌지
- 스노우타운 - 저스틴 커젤
- 스머글러 - 이시이 카츠히토
- 레이드 - 가렛 에반스
- 엘리트 스쿼드 2 - 호세 파딜라
- 지하 탐험 - 앤디 펫처
- 캐터키즘 캐터클리즘 - 토드 로할
- 하드 로맨티커 - 구수연

### 특별전
- 도색 - 양범
- 미소년지련 - 양범
- 소녀일기 - 양범
- 신동거시대 - 양범
- 유원경몽 - 양범
- 의란정미 - 양범
- 축복 - 양범
- 검과 장미 - 주앙 니콜라우
- 과거와 현재 - 마뇰 드 올리베이라
- 남자로 죽다 - 주앙 페드로 로드리게스
- 남작 - 에드가 페라
- 불운의 사랑 - 마뇰 드 올리베이라
- 생존 - 조아오 카니조
- 수도원 - 마뇰 드 올리베이라
- 아브라함 계곡 - 마뇰 드 올리베이라
- 암흑의 밤 - 조아오 카니조
- 우리들의 사랑스런 8월 - 미겔 고미쉬
- 유령 - 주앙 페드로 로드리게스
- 잘못 태어난 - 조아오 카니조
- 카를로스 파레데스에 대한 헌정 - 에드가 페라
- 프란시스카 - 마뇰 드 올리베이라
- 혈육(영어판) - 조아오 카니조
- 검은 호랑이의 눈물 - 위시트 사사나티엥
- 기타를 멘 철새 - 사이토 부이치
- 내 손에 총을 - 페르난도 포 주니어
- 대초원의 철새 - 사이토 부이치
- 산 베르나르도 - 페르난도 포 주니어
- 양자탄비 - 강문
- 일곱 번째 총탄 - 앨리 캄라예브
- 전사 위대한 뱀 - 리차드 그로스코프
- 좋은 놈, 나쁜 놈, 이상한 놈 - 김지운
- 화염 - 라메쉬 시피
- 황야의 독수리 - 임권택
- 레드 독 - 크리브 스텐더스
- 스노우타운 - 저스틴 커젤
- 타지마할 - 윈스턴 펄롱
- 피커부 - 사비네 그로셥
- 피터 핀치 - 로버트 디 영
- 헌터 - 다니엘 네더임
- 14인의 여걸 - 정강
- 마스터클래스의 산책 - 이장호 외 4명
- 삼총사 3D - 폴 W.S. 앤더슨